# C18H19N3O
化学式C18H19N3O（摩尔质量：293.4 g/mol）可能指：
- 昂丹司琼，CAS号：99614-02-5
- Acridine carboxamide，CAS号：89459-25-6

|  | 这个同类索引页列出了具有相同分子式的化学物（即同分異構體）条目。 除非您是有意链接至本页，否则应将相应条目的内部链接指向正确的条目。 |